# Kristina Brandi
Kristina Brandi (San Juan, 29 marzo 1977) è un'ex tennista portoricana.

## Carriera
In carriera ha vinto un titolo nel singolare, l'Heineken Trophy nel 1999. Nei tornei del Grande Slam ha ottenuto il suo miglior risultato raggiungendo il quarto turno nel singolare agli Australian Open nel 2000 e a Wimbledon nello stesso anno.
Ha preso parte come singolarista alle Olimpiadi del 2004, dove è uscita al secondo turno.
In Fed Cup ha disputato un totale di 24 partite, ottenendo 18 vittorie e 6 sconfitte.

## Statistiche

### Singolare

#### Vittorie (1)
| Legenda               |
| --------------------- |
| Grande Slam (0)       |
| Ori Olimpici (0)      |
| WTA Championships (0) |
| Tier I (0)            |
| Tier II (0)           |
| Tier III (1)          |
| Tier IV (0)           |
| Tier V (0)            |

| N. | Anno           | Torneo                            | Superficie | Avversaria in finale | Punteggio     |
| 1. | 19 giugno 1999 | Heineken Trophy, 's-Hertogenbosch | Erba       | Silvija Talaja       | 6-0, 3-6, 6-1 |

## Risultati in progressione
| Sigla | Risultato               |
| ----- | ----------------------- |
| V     | Vincitore               |
| F     | Finalista               |
| SF    | Semifinalista           |
| O     | Oro olimpico            |
| A     | Argento olimpico        |
| SF    | Bronzo olimpico         |
| QF    | Quarti di Finale        |
| 4T    | Quarto turno            |
| 3T    | Terzo turno             |
| 2T    | Secondo turno           |
| 1T    | Primo turno             |
| RR    | Round Robin             |
| LQ    | Turno di qualificazione |
| A     | Assente                 |
| ND    | Non disputato           |

| Legenda superfici    |
| -------------------- |
| Cemento              |
| Terra battuta        |
| Erba                 |
| Superficie variabile |

### Singolare nei tornei del Grande Slam
| Torneo          | 1996 | 1997 | 1998 | 1999 | 2000 | 2001 | 2002 | 2003 | 2004 | 2005 | 2006 | 2007 |
| --------------- | ---- | ---- | ---- | ---- | ---- | ---- | ---- | ---- | ---- | ---- | ---- | ---- |
| Australian Open | A    | 3T   | 1T   | 2T   | 4T   | 1T   | 2T   | A    | 2T   | 1T   | 1T   | A    |
| Open di Francia | A    | 1T   | 1T   | 1T   | 2T   | 1T   | 1T   | A    | 1T   | 2T   | 1T   | A    |
| Wimbledon       | A    | 2T   | 1T   | 1T   | 4T   | 2T   | 1T   | A    | 2T   | 2T   | 1T   | 1T   |
| US Open         | 2T   | 1T   | 1T   | 1T   | 2T   | A    | A    | A    | 2T   | 1T   | A    | A    |

### Doppio nei tornei del Grande Slam
| Torneo          | 1999 | 2000 | 2001 | 2002 | 2003 | 2004 | 2005 | 2006 |
| --------------- | ---- | ---- | ---- | ---- | ---- | ---- | ---- | ---- |
| Australian Open | A    | A    | A    | A    | A    | A    | A    | 2T   |
| Open di Francia | A    | A    | A    | A    | A    | A    | 1T   | A    |
| Wimbledon       | A    | A    | A    | A    | A    | A    | 1T   | A    |
| US Open         | 1T   | A    | A    | A    | A    | A    | 1T   | A    |

### Doppio misto nei tornei del Grande Slam
Nessuna partecipazione

## Vittorie contro giocatrici Top 10
| Stagione | 2000 | Totale |
| Vittorie | 1    | 1      |

| #    | Giocatrice     | Ranking | Evento                     | Superficie | Turno | Punteggio | Rank. KBR |
| ---- | -------------- | ------- | -------------------------- | ---------- | ----- | --------- | --------- |
| 2000 |                |         |                            |            |       |           |           |
| 1.   | Amanda Coetzer | 10      | Australian Open, Melbourne | Cemento    | 2T    | 6-1, 6-3  | 54        |